# Colibrí nan abella
El colibrí de Helen o colibrí abella és un colibrí endèmic de Cuba i de l'Illa de la Juventud.
Amb una massa d'aproximadament 1,8 grams i una llargada de 5 centímetres, és l'ocell més petit de tots. Té, més o menys, la mida d'una abella (d'aquí un dels seus noms). Això no obstant, és un gran volador. Bat les seves ales 80 vegades per segon, massa ràpid perquè ho capti la vista humana. Durant l'època de festeig, els mascles les poden batre fins a 200 vegades per segon.